# Lista över länder efter kiselproduktion
Detta är en lista över länder efter kiselproduktion (2016). Den är baserad på United States Geological Survey.
| Pos | Land         | Kiselproduktion (tusen ton) |
| --- | ------------ | --------------------------- |
| —   | Världen      | 7200                        |
| 1   | Kina         | 4600                        |
| 2   | Ryssland     | 747                         |
| 3   | USA          | 396                         |
| 4   | Norge        | 380                         |
| 5   | Frankrike    | 121                         |
| 6   | Brasilien    | 100                         |
| 7   | Sydafrika    | 84                          |
| 8   | Spanien      | 81                          |
| 9   | Bhutan       | 78                          |
| 10  | Island       | 75                          |
| —   | Andra länder | 538                         |